# Blaq Poet
Blaq Poet, pseudonimo di Wilbur Bass (Queensbridge, 31 maggio 1969), è un rapper statunitense, nativo del Queensbridge, New York City.

## Biografia
Blaq Poet è presente fin dagli albori dell'hip hop: il suo nome si sente per la prima volta nella traccia Beat You Down, ovvero un altro dissing nei confronti di KRS-One e della Boogie Down Productions nel corso delle Bridge Wars del 1987. Nel 1991 collabora assieme a DJ Hot Day, formando i PHD e pubblicando l'album Without Warning per la Tuff City Records. Successivamente pubblicano diversi singoli e un EP fino al 1996, quando si separano dopo non essere riusciti a trovare un'altra etichetta discografica. Blaq Poet forma gli Screwball e negli anni duemila, il gruppo composto anche da Hostyle, KL e Solo, pubblica due album, Y2K e Loyalty. Il primo è apprezzato dalla critica, tanto che AllMusic gli assegna 4/5 stelle scrivendo che «il loro stile è immediato e inarrestabile [...] Y2K si posiziona chiaramente come uno dei migliori prodotti rap del 1999.»
Né il secondo album – Loyalty – né la successiva compilation riscuotono il medesimo successo. Blaq Poet tenta la carriera solista, pubblicando Rewind: Deja Screw nel 2006: nonostante le produzioni di livello, con basi create da DJ Premier, Easy Mo Bee e The Alchemist, l'album è ignorato dalla critica. Stesso destino per Blaq Out. Il rapper nativo del Queensbridge ritorna ad attirare le attenzioni degli addetti ai lavori con l'uscita del suo terzo lavoro da solista, Tha Blaqprint, titolo ispirato da The Blueprint di Jay-Z: Allmusic recensisce l'album scrivendo che «Tha Blaqprint è veramente un oscuro contrappunto all'album Blueprint di Jay-Z; nettamente anti-pop, incompatibile con la radio commerciale, ignaro alle tendenze e inflessibilmente hardcore come l'uomo che "è andato in guerra con Giuliani", lascia scoppiare una raffica di crude narrazioni di strada e minacce verbali attraverso quindici tracce complete.»
L'album è pubblicato e prodotto interamente da DJ Premier – eccetto che per due tracce, una lasciata a Easy Mo Bee, l'altra a Gemcrates – inoltre partecipano all'album N.O.R.E. e Lil' Fame degli M.O.P.. Negli anni seguenti, pubblica Blaq Poet Society, E.B.K., Blaq Death e The Most Dangerous.

## Discografia
Album da solista
- 1991 - Without Warning (con DJ Hot Day come PHD)
- 2006 - Rewind: Deja Screw
- 2009 - Blaq Out
- 2009 - Tha Blaqprint
- 2011 - Blaq Poet Society
- 2012 - E.B.K. - EveryBody Killa
- 2013 - Blaq Death
- 2016 - The Most Dangerous

Album con gli Screwball
- 2000 - Y2K: The Album
- 2001 - Loyalty

Raccolte con gli Screwball
- 2004 - Screwed Up